# 王单单
王单单（1982年11月—），中国新诗诗人、中国作家协会会员。生于云南省昭通市镇雄县。2005年红河学院汉语言文学专业毕业，先后供职于镇雄县安尔中学、镇雄县文体局。2017年8月加入昭通市文联。2016年起任首都师范大学驻校诗人一年。王单单的诗歌创作始于2003年，2012年参加《诗刊》青春诗会。2015年发表首部诗集《山冈诗稿》,2016年在台湾出版诗集《在江边喝酒》。2018年到昭通南部的村庄扶贫，并写出了诗集《花鹿坪手记》。
曾获《人民文学》新人奖（2013）、《边疆文学》新锐奖（2014）、云南省作协《百家》文学奖（2014）、北大门文学奖大奖（2015）、《诗刊》年度青年诗人奖（2015）、桃花潭国际诗歌艺术节·中国新锐诗人奖（2015）、华文青年诗人奖（2016）、李杜诗歌奖新锐奖（2016）、江苏省作协《扬子江》诗刊青年诗人奖（2017）、《芳草》汉语诗歌双年十佳（2017）等奖项。